# Bibiana Candelas
Bibiana Candelas Ramírez, née le 2 décembre 1983 à Torreón, est une joueuse de beach-volley mexicaine.

## Palmarès
- Jeux panaméricains
  -  Médaille d'argent en 2011 à Guadalajara avec Mayra García
  -  Médaille de bronze en 2007 à Rio de Janeiro avec Mayra García